# Organum subcommissurale
Das Organum subcommissurale oder Subcommissuralorgan (SCO) zählt zu den zirkumventrikulären Organen des Epithalamus und befindet sich im Dach des III. Ventrikels am Übergang zum Aquädukt, unterhalb der hinteren Kommissur (Commissura epithalamica) im Bereich des Nucleus commissurae posterioris. Das subcommissurale Organ ist eine entwicklungsgeschichtlich alte sekretorische Struktur des Neuroepithels von Chordata, die bei allen Schädeltierklassen nachgewiesen und ähnlich schon beim schädellosen Lanzettfischchen als infundibuläres Organ (IO) zu finden ist. In der Ontogenese wird es als eine der ersten Hirnstrukturen differenziert und erreicht bei vielen Arten einschließlich des Menschen seine volle Entwicklung schon in der embryonalen Phase.
Die spezifischen Ependymzellen des Subkommissuralorgans sezernieren neben Transthyretin und weiteren löslichen Proteinen  verschiedene Glykoproteine in den Liquor cerebrospinalis, so das hochmolekulare SCO-spondin. Dieses kann als Reissnersche Substanz aggregieren, einen Oberflächenfilm bilden und sich im Liquorstrom strangförmig anordnen zu einem etwa 50 μm dünnen Gebilde, dem Reissner-Faden (benannt nach Ernst Reißner). Vom SCO ausgehend durchzieht dieser Faden kaudal die inneren Liquorräume – Aquädukt, IV. Ventrikel und Zentralkanal des Rückenmark bis an sein Ende im Ventriculus terminalis. Beim Menschen ist er bis zum zweiten Lebensjahr nachweisbar, bei Erwachsenen nicht mehr.
Die genaue Funktion des Reissner-Fadens ist unbekannt. Da SCO-Spondin in Zellkultur die Ausbildung neuronaler Zellfortsätze stimuliert, könnten das Subkommissuralorgan und seine Sekretionsprodukte eine Rolle bei der embryonalen Entwicklung des ZNS spielen, etwa beim Aussprossen von Neuriten. Daneben scheint seine Bedeutung für die Liquorzirkulation nahezuliegen; eine Agenesie des SCO wird mit einem Hydrocephalus in Verbindung gebracht.